# Emmanuel Dennis
Emmanuel Bonaventure Dennis (Yola, 1997. november 15. –) nigériai válogatott labdarúgó, a Watford játékosa, kölcsönben a Nottingham Forest csapatától.

## Pályafutása

### Klubcsapatokban
Pályafutását hazájában, az Accademia di Abujában kezdte.

### Zorja Luhanszk
2016 márciusában szerződtette az ukrán élvonalban szereplő Zorja Luhanszk. 2016. október 24-én debütált új csapatában az Olimpik Doneck ellen 3–0-ra megnyert bajnokin.
November 3-án az Európa-ligában is bemutatkozhatott a Feyenoord elleni mérkőzésen, de a csoportmérkőzések során pályára lépett a Fenerbahçe és a Manchester United ellen is.
December 11-én megszerezte első gólját is a csapatban Dnyiprodzerzsinszk elleni 2–0-s győzelem alkalmával. A téli átigazolási időszakban több német élvonalbeli klub és a Manchester City is szerződtette volna, azonban ő maradt a Zorja játékosa. A szezon során 22 bajnokin hatszor volt eredményes.

### Club Brugge
2017 májusában szerződtette a belga Club Brugge csapata, amely 1,2 millió eurót fizetett érte a Zorjának. 2017. július 29-én, a Lokeren ellen mutatkozott be a bajnokságban. Első hat mérkőzésén ötször volt eredményes. A 2017-18-as szezonban 30 bajnokin kapott játéklehetőséget, hétszer talált az ellenfelek kapujába és bajnoki címet szerzett a csapattal az idény végén.
2019 szeptemberében 2022 nyaráig meghosszabbította a szerződését a klubbal.
2019. október 1-jén a 2019–2020-as Bajnokok Ligája-szezon csoportkörében két gólt lőtt a Real Madrid ellen a Santiago Bernabéu stadionban, a Brugge pedig 2–2-es döntetlent értek el a spanyolok ellen.

### 1. FC Köln
2021. január 25.én kölcsönbe került a német 1. FC Köln csapatához a 2020–2021-es idény végéig.

### A válogatottban
Többszörös utánpótlás válogatott. A nigériai válogatottban 2019. szeptember 10-én mutatkozott be egy Ukrajna elleni 2–2-es barátságos mérkőzésen. A 82. percben csereként állt be Samuel Chukwueze helyére.

## Statisztika

### Klubcsapatokban
2019. október 1-jén frissítve.
| Klub           | Szezon   | Bajnokság                | Bajnokság     | Bajnokság | Országos kupa | Országos kupa | Ligakupa      | Ligakupa | Nemzetközi kupa | Nemzetközi kupa | Egyéb         | Egyéb | Összesen      | Összesen |
| Klub           | Szezon   | Bajnokság                | Pályára lépés | Gól       | Pályára lépés | Gól           | Pályára lépés | Gól      | Pályára lépés   | Gól             | Pályára lépés | Gól   | Pályára lépés | Gól      |
| -------------- | -------- | ------------------------ | ------------- | --------- | ------------- | ------------- | ------------- | -------- | --------------- | --------------- | ------------- | ----- | ------------- | -------- |
| Zorja Luhanszk | 2016–17  | Premjer League           | 22            | 6         | 1             | 0             | —             | —        | 3               | 0               | —             | —     | 26            | 6        |
| Zorja Luhanszk | Összesen | Összesen                 | 22            | 6         | 1             | 0             | —             | —        | 3               | 0               | —             | —     | 26            | 6        |
| Club Brugge    | 2017–18  | Belgian First Division A | 30            | 7         | 4             | 4             | —             | —        | 4               | 1               | —             | —     | 38            | 12       |
| Club Brugge    | 2018–19  | Belgian First Division A | 26            | 7         | 1             | 0             | —             | —        | 5               | 0               | —             | —     | 32            | 7        |
| Club Brugge    | 2019–20  | Belgian First Division A | 15            | 5         | 1             | 0             | —             | —        | 10              | 3               | —             | —     | 25            | 8        |
| Club Brugge    | Összesen | Összesen                 | 71            | 19        | 6             | 4             | —             | —        | 19              | 4               | —             | —     | 96            | 27       |
| Összesen       | Összesen | Összesen                 | 93            | 25        | 7             | 4             | —             | —        | 22              | 4               | —             | —     | 122           | 33       |

### A válogatottban
2019. október 13-án frissítve.
| Csapat   | Év       | Pályára lépés | Gól |
| -------- | -------- | ------------- | --- |
| Nigéria  | 2019     | 2             | 0   |
| Összesen | Összesen | 2             | 0   |

## Sikerei, díjai
- Club Brugge
  - Belga bajnok: 2017–18, 2019–20
  - Belga szuperkupa: 2018